# Luigi Cesaro
Luigi Cesaro (ur. 19 lutego 1952 w Sant’Antimo) – włoski polityk, prawnik i samorządowiec, parlamentarzysta krajowy, poseł do Parlamentu Europejskiego V kadencji, prezydent prowincji Neapol.

## Życiorys
Ukończył w 1977 studia prawnicze na Università degli Studi di Napoli Federico II. Praktykował w zawodzie adwokata. W 1984 aresztowano go pod zarzutami współpracy z jedną z organizacji camorry, rok później skazano na karę pięciu lat pozbawienia wolności. W 1986 w wyniku postępowania odwoławczego Luigi Cesaro został uniewinniony od popełnienia zarzucanych mu czynów wobec braku dowodów. W późniejszych latach jego nazwisko ponownie przewijało się wśród osób mających kontakty z mafią
Pod koniec lat 80. zaangażował się w działalność Włoskiej Partii Socjalistycznej, w 1990 i 1994 był wybierany na radnego prowincji Neapol. Należał do współzałożycieli regionalnych struktur Forza Italia.
W 1996, 2001, 2006, 2008 i 2013 uzyskiwał mandat posła do Izby Deputowanych XIII, XIV, XV, XVI i XVII kadencji, reprezentując FI i następnie Lud Wolności. Od 1999 do 2004 jednocześnie był deputowanym do Parlamentu Europejskiego. Należał m.in. do grupy chadeckiej, pracował w Komisji Rozwoju i Współpracy.
W 2004 został wybrany na burmistrza Sant’Antimo, w 2009 z ramienia centroprawicy wygrał wybory na urząd prezydenta prowincji Neapol (funkcję tę pełnił do 2012). W 2018 jako kandydat reaktywowanej partii Forza Italia został wybrany w skład Senatu XVIII kadencji.